# Ceratostema charianthum
Ceratostema charianthum är en ljungväxtart som beskrevs av A. C. Smith. Ceratostema charianthum ingår i släktet Ceratostema och familjen ljungväxter. Inga underarter finns listade i Catalogue of Life.